# 尼古拉·約沃維奇
尼古拉·約沃維奇（1992年2月13日—）是一位塞爾維亞排球運動員。他現在效力於意大利球隊米蘭排球俱樂部。他也代表塞爾維亞國家男子排球隊參賽。他獲得了2013年歐洲排球錦標賽公平競賽獎。